# 彼得·赫尔德利奇卡
彼得·赫尔德利奇卡（捷克語：Petr Hrdlička，1967年12月23日—），捷克男子射击运动员。他曾代表捷克斯洛伐克参加1992年夏季奥林匹克运动会射击比赛，获得多向飞碟金牌。